# 孙应时
孙应时（1154年—1206年），字季和，号烛湖居士，南宋学者、诗人。浙江余姚人。

## 生平
孫介之第三子。生于绍兴二十四年，八岁能文，师从陆九渊学习。
乾道八年（1172年），考入太学。淳熙二年（1175年）乙未科进士及第，淳熙五年（1178年）出任台州黃巖縣縣尉，因勤於任事，獲得時任浙東提舉朱熹所器重，常与朱熹探讨学术，成为朱熹的学生。后担任遂安知县。淳熙十一年（1184），孫應時在友人的引薦下，結識已退休的宰相史浩。史浩建立東湖書院，延請孫應時前來任教。史浩有子史彌遠與史彌堅，都是孫應時的學生。淳熙十二年底，離開東湖書院，到海陵任職。1188年，其父孙介卒于海陵官舍，孙应时返乡丁忧，以教书为生。紹熙三年（1192年）五月應丘崈之邀，任其幕僚。当时利州安抚使吴挺世袭兵柄，将有世袭之势。朝廷深以为患。吴挺生病時，孙应时以探病为由，前去探察其军情。紹熙四年（1193年）五月，吳挺去世，孫應時寫祭文紀念之。
庆元二年（1196年）四月至庆元五年六月，任常熟知县。曾專立祠堂奉祠孔子的學生子游。慶元五年（1199年），孫應時在常熟任滿離開時，因“仓粟流欠贬秩”獲罪，被罷官，居鄉五年，嘉泰四年（1204年），在張孝伯協助下，才免於獲罪。開禧二年（1206年），通判邵武军，時已病重。是年二月二十三日，未上而卒。孫應時在四川擔任丘崇的幕僚時，他预知吴曦即將逆谋，後來果然應驗。

## 著作
- 《琴川志》二十六卷，是常熟最早的地方志。
- 《烛湖集》十卷[6]